# Polinômio de Lommel
Um polinômio de Lommel Rm,ν(z), introduzido por Eugen von Lommel, é um polinômio em 1/z com a relação de recorrência
{\displaystyle \displaystyle J_{m+\nu }(z)=J_{\nu }(z)R_{m,\nu }(z)-J_{\nu -1}(z)R_{m-1,\nu +1}(z)}
sendo Jν(z) uma função de Bessel de primeira espécie.
São expressos explicitamente por
{\displaystyle R_{m,\nu }=\sum _{n=0}^{[m/2]}{\frac {(-1)^{m}(m-n)!\Gamma (\nu +m-n)}{n!(m-2n)!\Gamma (\nu +n)}}(z/2)^{2n-m}.}